# Ausrufezeichen
Das Ausrufezeichen (bundesdeutsches und Schweizer Hochdeutsch) bzw. Rufzeichen (österreichisches Hochdeutsch), in Deutschland zum Teil auch Ausrufungszeichen und seltener Rufezeichen genannt, ist ein Satzzeichen, das nach Ausrufe-, Wunsch- und Aufforderungssätzen sowie nach Ausrufewörtern steht. Es wird durch das Zeichen (!) dargestellt. Der Begriff »Ausrufezeichen« leitet sich als Lehnübersetzung von „lateinisch signum exclamationis“ ab. In Österreich ist es gängig, bei Briefanreden ein Rufzeichen zu setzen, während es in dieser Verwendung in Deutschland überwiegend durch ein Komma abgelöst worden ist. Das Zeichen symbolisiert nicht nur Ausrufe, Wünsche und Aufforderungen, sondern auch wichtige Sachverhalte und kann weitere unterschiedliche Bedeutungen repräsentieren.

## Entstehung
Das früheste Zeugnis in Deutschland ist wohl der Erstdruck von Johann Fischarts „Ehezuchtbüchlein“ Flöhhatz von 1573. Als offizielles Satzzeichen wurde es dann im 17. Jahrhundert allgemein anerkannt unter der Bezeichnung „Rufzeichen“.
Bei einem diachronen Vergleich von Ausgaben der Lutherbibel entdeckte der Linguist Hartmut Günther (Universität zu Köln) das erste Ausrufezeichen in einer gedruckten Ausgabe von 1797. Schon zu dieser Zeit hatte es grammatikalische Funktionen und war nicht, wie bis dahin angenommen, lediglich eine Information zur Intonation.

## Verwendung

### Als Satzzeichen

#### Deutsch
Als Satzzeichen steht das Ausrufezeichen in unabhängigen Sätzen, Wortgruppen oder nach Einzelwörtern (auch in Überschriften und ähnlichem), und zwar nach Ausrufen, Anrufen, Befehlen, Aufforderungen, Warnungen, Verboten, Wünschen, Grüßen und nachdrücklichen Behauptungen. Beim Sprechen fällt die Tonhöhe zum Satzende hin ab. Das Ausrufezeichen wird ohne Leerzeichen an das letzte Wort des Satzes geschrieben. Ein Ausrufezeichen in einer Klammer „(!)“ informiert darüber, dass die Angabe unmittelbar vor der Klammer dem Verfasser des Satzes bemerkenswert erscheint.
Beispiele:
- „Nein!“
- „Das darfst du nicht!“
- „Betreten verboten!“
- „Halt!“
- „Die Wikipedia enthält 3.018.291 (!) Artikel.“

Anders als in den meisten romanischen und angelsächsischen Ländern wird im deutschen Sprachgebrauch das Ausrufezeichen nicht nur nach direkter Anrufung, sondern auch zur Bekräftigung verwendet. Diese Entwicklung ist jedoch umgangssprachlich begründet und entstand in den Anfangsjahren des Internets. Neben der Verwendung sogenannter Emoticons wurde die Mehrfachverwendung von Ausrufezeichen und Fragezeichen (z. B. „Sag mir wie????“) als zusätzliche Betonung in Internetforen und Newsgroups verwendet, ohne dass es dafür einen geschichtlichen Hintergrund gab. Durch die Mehrfachverwendung des Ausrufezeichens kann es jedoch zu einer Überbetonung kommen.

##### Aufregezeichen
Aus diesem Kontext heraus ist auch die ironische Überhöhung !!11einseinseinself stellvertretend für sehr viele Ausrufezeichen entstanden, deren Ursprung auf Tippfehler auf der deutsch-österreichischen Tastatur zurückzuführen ist (die Ziffer 1 und das Ausrufezeichen befinden sich auf derselben Taste, siehe in Leetspeak – Überhöhung). In sozialen Netzwerken kann dieses Element verwendet werden, um die Empörung sogenannter Wutbürger zu parodieren. Die Zeichenkombination wird in der Linguistik als „Aufregezeichen“ bezeichnet.
Es ist auch wichtig, zu beachten, dass das Ausrufezeichen in der schriftlichen Kommunikation wie E-Mail, SMS und Chat verwendet wird, um Emotionen auszudrücken, insbesondere in Fällen von Überraschung, Freude, Wut, Aufregung und so weiter. Es ist auch in der Programmierung und in Informations- und technischen Dokumenten verbreitet, um besondere Aufmerksamkeit auf wichtige Informationen oder Warnungen zu lenken. Es wird auch in der Mathematik und in der Wissenschaft als Symbol für die Fakultät verwendet.

#### Armenisch
In der armenischen Schrift gibt es das բացականչական նշան (batsaganchakan nshan; Unicode U+055C armenian exclamation mark). Es wird ähnlich einem diakritischen Zeichen auf den betonten Vokal der Aussage gesetzt; bei der Eingabe am Computer wird es nach diesem Vokal eingegeben.

#### Französisch
Im Französischen wird vor dem Ausrufezeichen nach dem letzten Wort des Satzes ein Leerzeichen eingefügt. Um einen Zeilenumbruch zu vermeiden, soll es mit einem (schmalen) geschützten Leerzeichen gesetzt werden.
Beispiel:
- Attention ! La voiture quitte le garage. „(Achtung! Das Auto verlässt die Garage.)“

Wenn mehrfache Ausrufezeichen erwünscht sind, wird ebenso ein Leerzeichen nach dem letzten Wort des Satzes eingefügt:
- Ouah !!! C’est une jolie photo. „(O ja!!! Das ist ein hübsches Foto.)“

#### Spanisch: „¡“

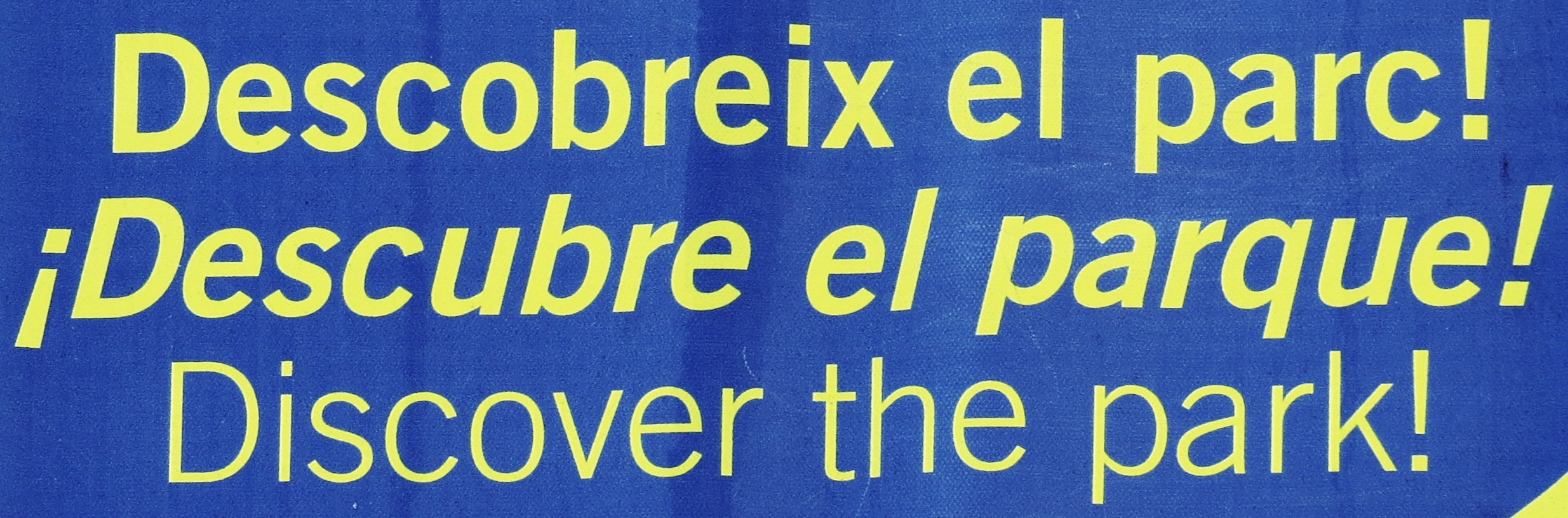
Dreisprachige Werbetafel in Barcelona (Detail). Das öffnende Ausrufezeichen wird nur im Spanischen verwendet, nicht in der Regionalsprache (Katalanisch).

Im Spanischen existiert das Ausrufezeichen, das hier signo de exclamación genannt wird, jedoch manchmal auch signo de admiración („Bewunderungszeichen“), in zwei Formen. Neben dem auch in anderen Sprachen üblichen, einen Satz abschließenden Zeichen „!“ gibt es das öffnende Ausrufezeichen „¡“, das betonten Sätzen oder Wörtern vorangestellt wird:
- ¡Atención!

Wenn Ausrufezeichen mehrmals erwünscht sind, wird das öffnende Ausrufezeichen so oft geschrieben wie das schließende:
- ¡¡¡Atención!!!

Bei einer höflichen Aufforderung wird – analog der Sprache – zwar betont, aber nicht laut gerufen, also nur das Betonungszeichen gesetzt:
- ¡Por favor llame. („Bitte klingeln“)

### Als Lautzeichen
- in Schriftsprachen einiger Khoisansprachen für den postalveolaren Klicklaut
- ebenso im Internationalen Phonetischen Alphabet (IPA) für den postalveolaren Klicklaut

### Deskriptorsymbole
- Fakultät (Mathematik) und Subfakultät, mathematische Funktionen
- Not, die Negation in vielen Programmiersprachen, auch in Kombination mit anderen Operatoren (etwa: „!=“ entspricht „nicht gleich, ungleich“)
- „#!“ ist bei unixartigen Betriebssystemen das Shebang
- in der Schachnotation
  - „(!)“ hinreichend guter Zug
  - „!“ guter Zug
  - „!!“ brillanter Zug
  - „!?“ interessanter Zug
  - „?!“ fragwürdiger Zug
  - „??“ grober Fehler, Patzer

### Symbolische Bedeutungen
Das Ausrufezeichen steht allgemein für „wichtig“, insbesondere für eine Warnung („Achtung“), oder für „Gefahr“ und „Gefährdung“.

Warnzeichen im Straßenverkehr nach dem Wiener Übereinkommen über Straßenverkehrszeichen (In Europa üblich)
Allgemeine Warnung vor Gefahren (ISO 7010)
Achtung, gemäß dem GHS von 2009, (GHS 07)

### Weitere Verwendungen
Bei Studentenverbindungen kann das Ausrufezeichen Teil des Verbindungszirkels sein.

## Zeichenkodierung und Tastatureingabe
Das Ausrufezeichen liegt im ASCII-Zeichensatz auf 21 hexadezimal (Unicode U+0021; dezimal 33); es ist das erste sichtbare Zeichen nach den Steuerzeichen und wird daher je nach Sortieralgorithmus an erster Stelle sortiert. Das reguläre Ausrufezeichen lässt sich auf der Tastatur mit Shift + 1 (in der Zahlenreihe) erzeugen.
Das umgekehrte Ausrufezeichen für die Spanische Sprache liegt in ISO 8859-1 und Unicode auf Code 161 (U+00A1) und lässt sich unter Windows auf jeder Tastatur über Alt + 0161 beziehungsweise Alt + 173 auf dem Nummernblock erzeugen. Bei einem Macintosh wird dieses durch Alt + 1/! erzeugt, unter Linux/X11 durch Shift + Alt Gr + 1/!.
Das doppelte Ausrufezeichen („‼“) wird in Unicode als U+203C kodiert.
In HTML kann das Ausrufezeichen auch durch folgende Codes erzeugt werden:
| Kodierung        | Kodierung |
| ---------------- | --------- |
| dezimal          | &#33;     |
| hexadezimal      | &#x21;    |
| benannte Entität | &excl;    |

## Statistisches
Hazrat berichtet, dass bei einer sehr umfänglichen Untersuchung von 9000 Werken der Fanfiction im Schnitt 392 Ausrufezeichen je 100000 Wörtern gefunden wurden. Die Verwendungshäufigkeit schwankt bei den verschiedenen Autoren erheblich, wie Erhebungen zu Salman Rushdie und Tom Wolfe zeigen.

## Einzelbelege
1. ↑  Ulrich Ammon, Hans Bickel, Jakob Ebner, Ruth Esterhammer, Markus Gasser, Lorenz Hofer, Birte Kellermeier-Rehbein, Heinrich Löffler, Doris Mangott, Hans Moser, Robert Schläpfer, Michael Schloßmacher, Regula Schmidlin, Günter Vallaster: Variantenwörterbuch des Deutschen. Die Standardsprache in Österreich, der Schweiz und Deutschland sowie in Liechtenstein, Luxemburg, Ostbelgien und Südtirol. Berlin / New York: Walter de Gruyter, 2004; S. 75, 644, 645.
2. ↑  Ausrufezeichen. In: Atlas zur deutschen  Alltagssprache. Universität Salzburg, Universität Lüttich, abgerufen am 6. März 2020.
3. ↑  Ausrufezeichen: Bedeutung & Wirkung kurz erklärt! Abgerufen am 6. November 2023 (amerikanisches Englisch).
4. ↑  Flöh-Hatz/Weiber-Tratz. der wunder unrichtige und spottwichtige Rechtshändel der Flöh mit den weybern, Aufl. Straßburg 1601 (Digitalisat in der Google-Buchsuche).
5. ↑  Duden Komma, Punkt und alle anderen Satzzeichen. Mit umfangreicher Beispielsammlung, Dudenverlag, 1998, S. 9.
6. ↑  Wolfgang Mathias: Presse-Information 127/2002 – Die Entwicklung der deutschen Zeichensetzung. Universität zu Köln, 19. August 2002, archiviert vom Original (nicht mehr online verfügbar) am 6. Juni 2011; abgerufen am 28. Februar 2013.
7. ↑  Matthias Knopp, Necle Bulut, Kathrin Hippmann, Simone Jambor-Fahlen, Markus Linnemann, Sabine Stephany: Sprachliche Bildung in der digitalisierten Gesellschaft: Was wir in Zukunft wissen und können müssen. Waxmann Verlag, 2022, ISBN 978-3-8309-4555-0, S. 151.
8. ↑  Jannis Androutsopoulos: „Interpunktion und Stilisierung im digitalen Diskurs: Struktur, Registrierung und Pragmatik des ‚Aufregezeichens‘“, in: Florian Busch, Pepe Droste und Elisa Wessels (hg.): Sprachreflexive Praktiken – Empirische Perspektiven auf Metakommunikation, Stuttgart: Metzler, 2022, S. 23–49.
9. ↑  W3C (World Wide Web Consortium): Character entity reference chart
10. ↑  Hazrat, S. 99–102.